# كانتون تامبو
كانتون تامبو (بالإنجليزية: El Tambo Canton)‏ هو كانتون في الإكوادور، يتبع مقاطعة كانار.